# Réalisme modal
En logique philosophique, le réalisme modal est l'hypothèse métaphysique, proposée initialement par David Lewis, selon laquelle toute description de la façon dont le monde aurait pu être est la description de la façon dont un autre monde est, véritablement, et parallèlement au nôtre. Les mondes alternatifs à celui dans lequel nous vivons ont le même degré de réalité que notre monde, le monde dit « réel » ou « actuel », mais ils nous sont inaccessibles pour des raisons de principe.

## Mondes possibles et quantifications

### La sémantique de Kripke
Le réalisme modal de Lewis se présente comme une solution métaphysique aux  problèmes posés par la  logique modale de Kripke. Cette logique se fonde sur une sémantique dont la fonction est de rendre compte des propositions modales comme « il est possible que p » en termes de propositions assertives comme « il est vrai que p », afin, notamment, de convertir les opérateurs modaux en quantificateurs portant sur les mondes possibles.
Tout à fait exemplaire est l'identification de la modalité de « nécessité » avec la vérité dans tous les mondes possibles, et de la modalité de « possibilité » avec la vérité dans au moins un monde possible. Cette quantification sur les mondes possibles permet de concevoir que certains événements fictifs soient des événements factuels se déroulant dans des mondes possibles, ce qui répond à une première exigence d'analyse logique des énoncés. Dire alors que César aurait pu ne pas franchir le Rubicon, c’est dire qu’il existe au moins un monde possible non actualisé dans lequel César ne franchit pas le Rubicon. Cette quantification répond aussi parfaitement à l'exigence physicaliste de réduction du monde à des concepts physico-mathématiques.

### La théorie des «contreparties» de Lewis
La sémantique de Kripke permet donc de concevoir qu'un même événement se réalise différemment dans un monde possible ou qu'un même individu existe d'une manière différente dans un tel monde. L'identité serait ainsi « transmondaine ». Or, Lewis conteste ce point :
« Je n’ai pas la moindre idée de ce que pourrait être une différence de manière d’exister. Certaines choses existent ici sur terre, d'autres existent de manière extraterrestre. Peut-être certaines n'existent-elles en aucun lieu particulier, mais il ne s'agit pas d'une différence de manière d'exister, seulement d'une différence de localisation ou d'absence de localisation entre des choses qui existent. » 
Pour Lewis, il ne peut y avoir d'identité transmondaine, car la pluralité des mondes possibles implique directement la multiplicité des individus concernés dans les propositions modales. Il y a ainsi autant de doubles de nous-mêmes qu'il y a de mondes possibles où vit une version de nous. Dire que César aurait pu ne pas franchir le Rubicon, par exemple, c’est dire qu’il y a un monde dans lequel un double ou une « contrepartie » de César ne franchit pas le Rubicon. La contrepartie d'un individu X est un individu Y, semblable à X et dont la personnalité correspond à une description possible de X. Dans un monde possible, il existe ainsi une personne semblable à César par son origine, ses caractéristiques propres, son rôle historique, etc., mais qui, au moment fatidique où il doit franchir le Rubicon, ne le franchit pas, de sorte qu'il y a au moins un monde possible où une histoire alternative à la nôtre s'est déroulée.
S'il y a ainsi des contreparties de nous-mêmes dans d'autres mondes possibles, les mondes où vivent nos contreparties sont pour elles aussi réels, aussi actuels, que notre monde l'est pour nous. Ces mondes existent, au même titre que le nôtre. Et le fait que nous puissions nous y référer qu'en termes modaux ne réduit en rien leur degré de réalité.

## Thèse de la pluralité des mondes
La première thèse du réalisme modal est celle de la pluralité des mondes  : tous les mondes possibles sont  des mondes existants et il y a ainsi une infinité de mondes alternatifs. Notre monde, ce monde-là, n’est que l’un parmi une infinité d’autres.
Chaque monde est une totalité rassemblant des entités reliées de proche en proche les unes aux autres dans l'espace et dans le temps. Toutes les choses qui sont à une certaine distance spatio-temporelle (même très grande) les unes des autres font partie du même monde. Les mondes ne sont donc pas eux-mêmes à certaines distances spatiales ou temporelles les uns des autres, comme le sont, nous dit Lewis, les amas de galaxies dans notre univers par exemple. Les mondes sont isolés : il n’y a pas de relations spatio-temporelles entre les choses qui appartiennent à ces mondes. Rien de ce qui se produit dans un monde ne peut influer causalement sur ce qui se passe dans un autre.
Ainsi, les mondes sont des objets concrets - certains d'entre eux énormes, mais d'autres pas plus gros qu'une mouche – qui se distinguent des autres objets par le fait d'être « maximal », c-à-d par le fait d' inclure tout ce qui peut être relié ensemble dans l'espace et dans le temps.

## Thèse de l'actualité des mondes
Tous ces mondes et toutes les choses qui existent dans ces mondes sont, au même degré. La seule particularité de notre monde, de ce monde, est que nous y sommes et que nous pouvons ainsi nous y référer. Les habitants de chaque monde peuvent, de leur côté, se référer à leur monde de la même façon que nous le faisons : il est, pour eux, « ce monde-là », le monde « actuel » . Le fait pour quelque chose d'être actuel ne lui donne donc aucune prééminence ontologique. Comme les termes « maintenant » ou « ici », le terme « actuel » a un sens indexical qui indique la situation de quelque chose par rapport au locuteur de ces expressions. Un terme indexical caractérise ainsi la relation d'un sujet avec son environnement, sans rien nous dire de la nature même de cet environnement (par exemple, le fait de dire que David est ici ne nous dit rien de la nature de David mais indique que David se trouve proche du locuteur qui dit « ici »). Dans le cas de l'actualité, l'environnement en question est l'entièreté du monde dans lequel nous nous trouvons :
« J'utilise le mot "actuel" pour signifier la même chose que "de ce monde-ci". Lorsque je l'utilise, je l'applique à mon monde et à mes co-mondains, au monde dont nous faisons partie et à toutes les parties de ce monde».
Le monde que nous désignons comme actuel ou réel n'est donc qu'une totalité parmi une infinité de totalités concrètes (ou « objets maximaux »), une totalité dont le statut particulier tient seulement au fait que nous en sommes des parties. 

## Les relations d'accessibilité

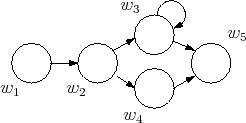
Exemple schématique de relations d'accessibilité entre des mondes notés "w" (pour world).

Tous ces mondes de même statut ontologique se répartissent objectivement les uns par rapport aux autres selon des « relations d’accessibilité ». Ces relations déterminent la distance logique qu'il y a entre eux. Par exemple, un monde dans lequel une contrepartie de César ne franchit pas le Rubicon est logiquement séparé du nôtre par un monde dans lequel une version du Rubicon est rendue infranchissable à cheval du fait de l'importance des précipitations qui ont augmenté son débit. Il ne suffit donc pas d'imaginer une situation fictive pour concevoir un monde dans lequel cette situation a effectivement lieu. Inversement, la distance logique entre les mondes s’étendant infiniment loin, il y a, à des milliers de mondes du nôtre, des mondes radicalement étrangers au nôtre, dans lesquels les objets ont des propriétés dont nous n’avons pas même la moindre idée.
Notre capacité à nous représenter les autres mondes (les possibilia) dépend de ces relations d'accessibilité, et non d'une quelconque action causale de ces mondes sur nous et notre esprit. La connaissance de ces mondes diffère en cela radicalement de la connaissance de notre monde actuel.